# Schlag & Söhne
Schlag & Söhne – niemiecka firma organmistrzowska. Swą siedzibę miała w Świdnicy na Dolnym Śląsku.

## Historia
W roku 1831 Christian Gottlieb Schlag, konstruktor organów, przejął zbankrutowaną firmę Gottfrieda Kiesewattera z Jawora na Dolnym Śląsku. Trzy lata później przeniósł ją do Świdnicy. W roku 1869 bracia Christiana Gottlieba, Carl Johann i Heinrich, zrezygnowali z udziałów w firmie. Wskutek tego nazwa jej została zmieniona na Schlag & Söhne Schweidnitz. Kierownictwo przejęli synowie Theodor i Oscar. W roku 1877 Christian Gottlieb zakończył pracę. Jego wnukowie Reinhold i Bruno w 1903 roku przekształcili firmę dziadka w spółkę komandytową. Z czasem spółka rozwinęła się do najbardziej znaczącej firmy produkującej organy na terenie Śląska przed I wojną światową. Opus 1000, czyli tysięczny instrument został zbudowany w 1914 roku. Dziewięć lat później, w 1923 roku, firma zakończyła swoją działalność.
Historia przedsiębiorstwa cechowana jest licznymi innowacjami. Jej nazwa była znana daleko poza granicami Śląska.

## Lista instrumentów

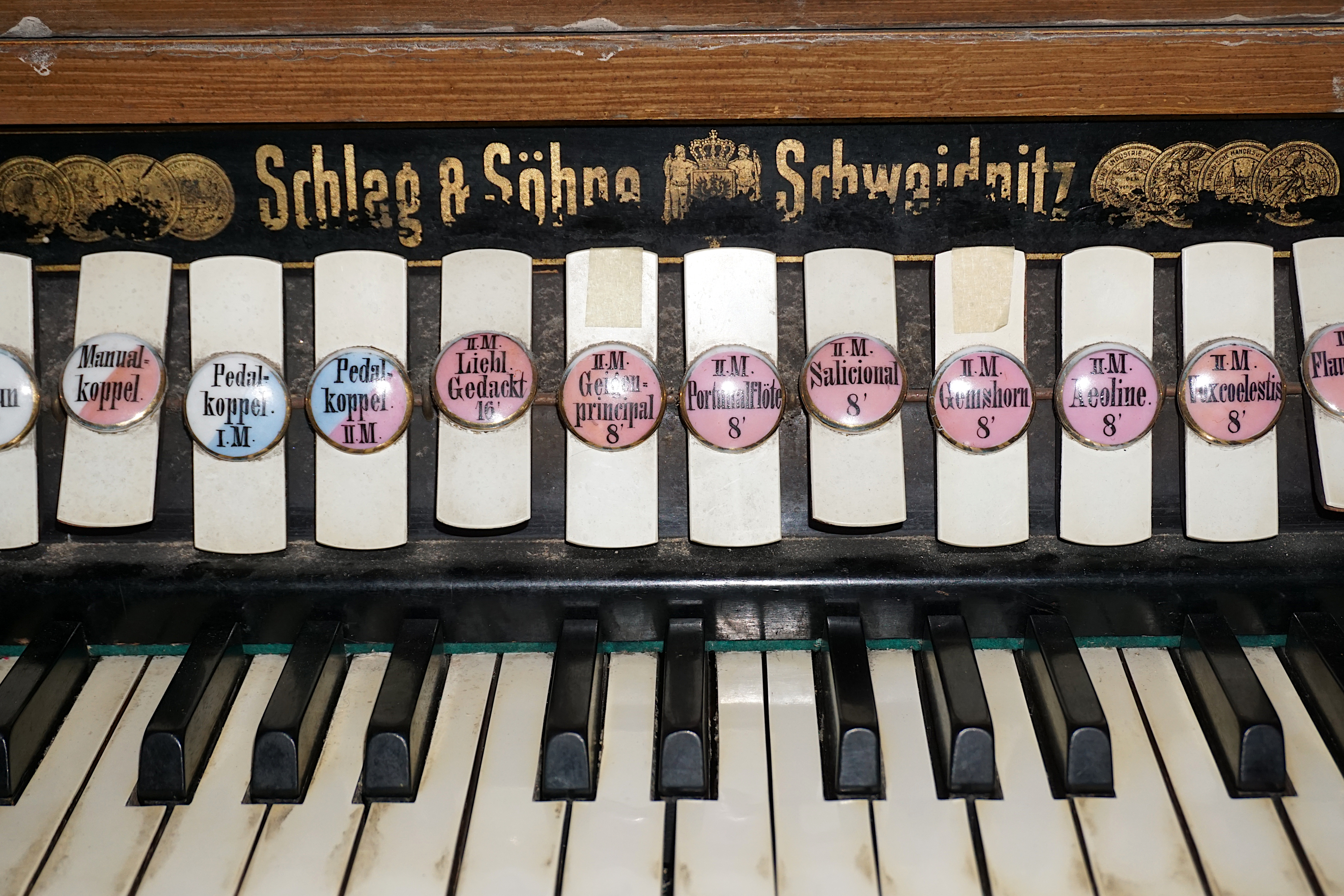

Liczba zbudowanych od podstaw lub przebudowanych już istniejących instrumentów przekracza 1100 sztuk.

## Lista
| Lp. | Rok            | Miejscowość                         | Obiekt                                                                                                | Zdjęcie   | Manuały | Głos | Opus | Uwagi |
| 1   | 06.10.1872     | Ludwigsdorf koło Görlitz            | Kościół ewangelicki                                                                                   |           |         |      |      | |
| 2   | 1878-1880      | Jawor, Dolny Śląsk                  | Kościół Świętego Marcina                                                                              |           | II/P    | 32   |      | |
| 2   | 1888           | Berlin                              | Filharmonia                                                                                           |           | III/P   | 50   |      | zniszczone w 1945 r. |
| 3   | 1889           | Głogów                              | Kolegiata pw. Wniebowzięcia Najświętszej Maryi Panny                                                  |           | II/P    | 27   |      | zniszczone w 1944 r. |
| 4   | 1890           | Spandau, dzielnica Berlina          | Kościół garnizonowy w Berlinie                                                                        |           | II/P    | 25   |      | zniszczone wraz z kościołem w latach 1945/49 |
| 5   | 1890           | Hochkirch, Saksonia                 | Kościół                                                                                               |           | II/P    | 16   |      | [ 4 ] |
| 6   | 1890           | Bischdorf, Saksonia                 | Kościół ewangelicki                                                                                   |           | II/P    | 16   |      | [ 5 ] |
| 7   | 1891           | Senftenberg, Brandenburgia          | Kościół pw. Świętych Piotra i Pawła                                                                   |           |         |      |      | zniszczone w latach 1944/45 |
| 8   | 1892           | Reinickendorf, dzielnica Berlina    | Kościół ewangelicki                                                                                   |           | II/P    | 17   |      | [ 6 ] |
| 9   | 1892           | Gröden, Brandenburgia               | Kościół ewangelicki                                                                                   |           | II/P    | 14   |      | |
| 10  | 1892           | Głogów                              | Synagoga                                                                                              |           | II/P    | 16   |      | zniszczone w 1938 r. |
| 11  | 1893           | Dobbertin                           | Kościół klasztorny                                                                                    |           |         |      |      | zniszczone w 1945 r.; w roku 1953 zastąpione instrumentem z warsztatu Schuke Orgelbau; |
| 12  | 1893           | Bergen, Norwegia                    | Kościół pw. św. Jana                                                                                  |           | III/P   | 43   |      | przebudowane w roku 1967, w 1999 r. przywrócenie w większym zakresie stanu oryginalnego przez Christiana Schefflera |
| 13  | 1893           | Betlejem                            | Kościół ewangelicki                                                                                   |           | II/P    | 8    |      | [ 10 ] |
| 14  | 1894           | Legnica                             | Katedra pw. Świętych Piotra i Pawła                                                                   |           | III/P   | 53   |      | barokowy prospekt został wykonany w latach 1722–1725 przez Ignatiusa Mentzela, w roku 1928 organy zostały nieznacznie przebudowane przez Gustava Heinze, gruntownie zostały odrestaurowane w 1991 r. przez braci Broszko z Bolesławca |
| 15  | 1895           | Lärz, Meklemburgia-Pomorze Przednie | Kościół ewangelicki                                                                                   |           | I/P     |      |      | całkowita odnowa instrumentu w roku 2011 oraz adaptacja nowych piszczałek w prospekcie |
| 16  | 1896           | Chorzów                             | Kościół pw. św. Barbary                                                                               |           | II/P    | 37   |      | [ 11 ] |
| 17  | 1897           | Berlin                              | Kościół pw. św. Symeona                                                                               |           | III/P   | 43   |      | zniszczone prawdopodobnie w 1945 r. |
| 18  | 1898           | Travemünde                          | Kościół pw. św. Wawrzyńca                                                                             |           |         |      |      | w roku 1966 zastąpione nowym instrumentem firmy Beckerath Orgelbau |
| 19  | 1898           | Großschönau, Saksonia               | Kościół ewangelicki                                                                                   |           | II/P    | 32   |      | w roku 1949 zastąpione nowym instrumentem firmy Schuster-Orgel |
| 20  | 1898           | Chemnitz                            | Synagoga                                                                                              |           | II/P    | 20   |      | zniszczone w 1938 r. |
| 21  | 1899           | Koszalin                            | Katedra pw. Niepokalanego Poczęcia Najświętszej Maryi Panny                                           |           | III/P   | 50   |      | zachowane |
| 22  | 1899           | Vetschau/Spreewald, Niemcy          | „Podwójny” kościół                                                                                    | zentriert | II/P    |      |      | odrestaurowane w 1990 r. |
| 23  | 1900           | Zabrze                              | Kościół pw. św. Anny                                                                                  | zentriert | III/P   | 47   | 557  | częściowo odrestaurowane w latach 2009–2010 przez Henryka Hobera z Olesna |
| 24  | 1901           | Görlitz                             | Kościół Lutra                                                                                         |           | II/P    | 33   |      | w roku 1975 zastąpione nowym instrumentem |
| 25  | 1904           | Wedding-Gesundbrunnen, Berlin       | Ewangelicki kościół św. Stefana                                                                       |           | III/P   | 39   | 681  | [ 17 ] |
| 26  | 1904           | Cottbus                             | Kościół św. Krzyża                                                                                    |           |         |      |      | [ 18 ] |
| 27  | 1904           | Ruda Śląska                         | Kościół pw. św. Józefa                                                                                | zentriert | III/P   | 52   |      | prawdopodobnie w latach 20. XX w. przebudowane przez firmę Berschdorf z Nysy |
| 28  | 1905 albo 1906 | Zettlitz koło Lipska                | Kościół ewangelicki                                                                                   |           |         |      |      | prawdopodobnie w roku 1905 przebudowane, później zastąpione przez instrument firmy Vogel |
| 29  | 1908           | Berlin-Tegel                        | Kościół pw. Najświętszego Serca Pana Jezusa                                                           | zentriert | II/P    | 26   |      | w roku 1929 zamontowano w starym prospekcie nowy instrument firmy G. F. Steinmeyer & Co., oryginalne piszczałki zostały zachowane |
| 30  | 1908           | Bystrzyca Kłodzka                   | Kościół pw. św. Michała Archanioła                                                                    |           | II/P    | 34   |      | [ 21 ] |
| 31  | 1908           | Kieritzsch, Saksonia                | Kościół ewangelicki                                                                                   | zentriert | II/P    | 12   | 687  | w latach 2010–2011 zastąpione instrumentem firmy Bochmann z Kohren-Sahlis |
|     | 1911           | Zgorzelec                           | Kościół pw. św. Bonifacego                                                                            | zentriert | II/P    | 18   | 908  | 1911–1938 własność gminy żydowskiej w Görlitz. Po nocy pogromu sprzedane parafii św. Bonifacego. Zachowane w dobrym stanie. |
| 32  | ?              | Zielona Góra                        | Kościół pw. Matki Boskiej Częstochowskiej                                                             |           | III/P   | 40   | 764  | zachowane |
| 33  | 1912           | Zielona Góra                        | Katedra pw. św. Jadwigi                                                                               |           | II/P    | 30   | 957  | zachowane |
| 34  | 1914           | Stegna                              | Kościół pw. Najświętszego Serca Pana Jezusa                                                           | zentriert | II/P    | 34   | 1010 | zachowane |
| 35  | 1915           | Großräschen, Dolne Łużyce           | Kościół pw. św. Antoniego                                                                             |           |         |      |      | w roku 1976 zastąpione instrumentem firmy Jehmlich |
| 36  | 1916           | Daubitz koło Niesky                 | Kościół ewangelicki św. Jerzego                                                                       |           | II/P    |      |      | zachowane |
| 37  |                | Wrocław                             | Kościół pw. św. Krzysztofa                                                                            | zentriert | II/P    | 12   |      | |
| 38  | ? (przed 1917) | Szczecin                            | Kościół Świętej Trójcy (Łasztownia)                                                                   |           |         |      |      | w roku 1917 instrument sprowadzono z opuszczonej kaplicy w Sobięcinie (Wałbrzych) |
| 39  | 1917           | Inowrocław                          | Kościół św. Barbary i św. Maurycego w Inowrocławiu                                                    | zentriert | II/P    | 13   | 1043 | instrument wymaga kompletnego remontu |
| 40  |                | Paszowice koło Jawora               | Kościół Świętej Trójcy                                                                                | zentriert |         |      |      | |
| 41  |                | Łódź                                | Kościół pw. Zesłania Ducha św.                                                                        | zentriert |         |      |      | |
| 42  |                | Łódź                                | Kościół Jezuitów                                                                                      |           |         |      |      | |
| 43  |                | Chełmsko Śląskie                    | Kościół pw. Świętej Rodziny                                                                           | zentriert | II/P    | 27   | 555  | [ 25 ] |
| 44  |                | Niedoradz                           | Kościół pw. św. Jakuba                                                                                |           |         |      |      | |
| 45  |                | Nowa Sól                            | Kościół pw. św. Barbary                                                                               |           |         |      |      | |
| 46  |                | Wałbrzych                           | Kolegiata pw. Najświętszej Maryi Panny Bolesnej i św. Aniołów Stróżów                                 |           |         |      |      | |
| 47  |                | Wałbrzych                           | Kościół Zmartwychwstania Pańskiego                                                                    |           |         |      |      | |
| 48  |                | Wałbrzych                           | Kościół pw. Najświętszego Serca Pana Jezusa                                                           |           |         |      |      | |
| 49  |                | Wałbrzych                           | Kościół pw. św. Józefa Oblubieńca                                                                     |           |         |      |      | |
| 50  |                | Świebodzice                         | Kościół pw. Świętych Apostołów Piotra i Pawła                                                         |           |         |      |      | |
| 51  |                | Lublin                              | Kościół pw. Najświętszego Serca Pana Jezusa                                                           |           |         |      |      | |
| 52  |                | Nowa Ruda                           | Kościół pw. św. Mikołaja                                                                              |           |         |      |      | |
| 53  |                | Sosnowiec                           | Kościół ewangelicki                                                                                   |           |         |      |      | |
| 54  |                | Krapkowice                          | Kościół pw. św. Mikołaja                                                                              |           |         |      |      | |
| 55  |                | Racławiczki                         | Kościół pw. św. Marii Magdaleny                                                                       |           |         |      |      | |
| 56  |                | Latowice                            | Kościół pw. Matki Bożej Częstochowskiej                                                               |           |         |      |      | |
| 57  |                | Czarnylas                           | Poewangelicki kościół pw. Niepokalanego Poczęcia NMP                                                  |           |         |      |      | |
| 58  | 1916           | Polanica-Zdrój                      | Kościół pamiątkowy im. Cesarza Fryderyka III                                                          |           |         |      |      | instrument przeniesiony w 1959 r. do ewangelicko-augsburskiego kościoła pw. Świętego Ducha w Koninie |
| 59  |                | Lubliniec                           | Kościół pw. św. Mikołaja                                                                              |           |         |      |      | |
| 60  |                | Białystok                           | Bazylika pw. św. Rocha                                                                                |           |         |      |      | |
| 61  |                | Drezdenko                           | Kościół pw. Matki Bożej Różańcowej                                                                    |           |         |      |      | |
| 62  |                | Żagań                               | Pojezuicki kościół pw. św. Apostołów Piotra i Pawła                                                   |           |         |      |      | |
| 63  |                | Budzów                              | Kościół pw. św. Wawrzyńca                                                                             |           |         |      |      | |
| 64  |                | Stoszowice                          | Kościół pw. św. Barbary                                                                               |           |         |      |      | |
| 65  |                | Ciepłowody                          | Kościół pw. Niepokalanego Poczęcia Najświętszej Maryi Panny                                           |           |         |      |      | |
| 66  |                | Tarnowskie Góry                     | Kościół pw. Najświętszego Serca Pana Jezusa i Matki Bożej Fatimskiej                                  |           |         |      |      | |
| 67  |                | Kadłub                              | Kościół pw. Chrystusa Króla                                                                           |           |         |      |      | |
| 68  |                | Tworóg                              | Kościół pw. św. Antoniego                                                                             |           |         |      |      | |
| 69  |                | Chełmce                             | Kościół pw. św. Narodzenia Najświętszej Maryji Panny                                                  |           |         |      |      | |
| 70  |                | Jelenia Góra                        | Kościół pw. Podwyższenia Krzyża Świętego                                                              |           |         |      | 678  | |
| 71  |                | Swarzędz                            | Kościół pw. św. Marcina                                                                               |           |         |      |      | |
| 72  |                | Święte, gmina Środa Śląska          | Kościół pw. św. Marcina                                                                               |           |         |      |      | |
| 73  |                | Szczepanów, gmina Środa Śląska      | Kościół pw. św. Szczepana                                                                             |           |         |      |      | |
| 74  |                | Bytom                               | Kościół pw. św. Wojciecha                                                                             |           |         |      |      | |
| 75  |                | Bytom                               | Kościół pw. św. Jana Nepomucena                                                                       |           |         |      |      | |
| 76  |                | Baborów                             | Kościół pw. Narodzenia NMP                                                                            |           |         |      |      | |
| 77  |                | Księże Pole                         | Kościół pw. św. Bartłomieja                                                                           |           |         |      |      | |
| 78  |                | Włocławek                           | Kościół ewangelicko-augsburski                                                                        |           |         |      |      | |
| 79  |                | Częstochowa                         | Kościół ewangelicko-augsburski                                                                        |           |         |      |      | |
| 80  |                | Jankowice Rybnickie                 | Sanktuarium Najświętszego Sakramentu                                                                  |           |         |      | 676  | |
| 81  |                | Kościelec, woj. Małopolskie         | Kościół pw. św. Wojciecha                                                                             |           |         |      |      | |
| 82  |                | Lewin Kłodzki                       | Kościół pw. św. Michała Archanioła                                                                    |           |         |      |      | |
| 83  |                | Poznań                              | Kościół pw. św. Rocha                                                                                 |           |         |      |      | |
| 84  |                | Wałbrzych                           | Poewangelicki kościół św. Józefa Robotnika                                                            |           |         |      |      | |
| 85  |                | Strzyżew                            | Poewangelicki kościół Najświętszej Maryi Panny Królowej Polski w Strzyżewie (Kościół polskokatolicki) |           |         |      |      | |
| 86  |                | Stare Powązki, Warszawa             | Kościół pw. św. Karola Boromeusza                                                                     | II        | 14      |      |      | |
| 87  |                | Mogilno                             | Kościół pw. św. Jakuba Większego Apostoła                                                             |           |         |      |      | |
| 88  |                | Koperniki, gm. Nysa                 | Kościół pw. św. Mikołaja                                                                              |           |         |      |      | |
| 89  |                | Oleśnica                            | Bazylika mniejsza pw. św. Jana Apostoła                                                               |           |         |      | 878  | oznaczenie opus po wykonanym remoncie w 1910 r. |
| 90  |                | Rusko, gm. Strzegom                 | Kościół pw. Świętych Apostołów Piotra i Pawła                                                         |           |         |      |      | |
| 91  |                | Warszawa                            | Kościół ewangelicko-reformowany                                                                       |           |         |      |      | |
| 92  |                | Wołów                               | Kościół pw. św. Karola Boromeusza                                                                     |           |         |      | 1061 | |
| 93  | 1904           | Bolesławiec                         | Bazylika pw. Wniebostąpienia Najświętszej Marii Panny i Św. Mikołaja                                  |           | II/P    | 25   |      | |
| 94  | 1895           | Bolków                              | Kościół pw. św. Jadwigi Ślaskiej                                                                      |           | II/P    | 21   |      | |
| 95  | 1892           | Bożków                              | Kościół pw. Świętych Piotra i Pawła                                                                   |           | II/P    | 16   |      | |
| 96  | 1890           | Brzeg                               | Liceum Ogólnokształcące                                                                               |           | II/P    | 10   |      | |
| 97  | 1890           | Brzeg                               | Zakład Karny                                                                                          |           | II/P    | 16   |      | |
| 98  | 1890           | Długie, woj. warmińsko-mazurskie    | Kościół ewangelicki                                                                                   |           | II/P    | 14   |      | |
| 99  | 1890           | Doboszowice                         | Kościół pw. św. Mikołaja                                                                              |           | II/P    | 14   |      | |
| 100 | 1892           | Düsseldorf                          | Zakład Karny                                                                                          |           | I/P     | 6    |      | |
| 101 | 1891           | Gądkowice                           | Kościół pw. św. Antoniego Padewskiego                                                                 |           | II/P    | 20   |      | |
| 102 | 1890           | Golasowice                          | Kościół ewangelicko-augsburski                                                                        |           | II/P    | 14   | 444  | Od 2006 r. w ewangelickim kościele Świętego Krzyża w Słupsku. Pierwotna lokalizacja – kościół ewangelicki w Heinrichsfelde / Grabie (woj. opolskie).                                                                                  |
| 103 | 1890           | Grodziec, gm. Ozimek                | Kościół pw. Matki Boskiej Częstochowskiej i św. Wojciecha                                             |           | II/P    | 14   |      | |
| 104 | 1889           | Grzędzin                            | Kościół pw. Świętych Piotra i Pawła                                                                   |           | II/P    | 16   |      | |
| 105 | 1888           | Kamienna Góra                       | Kościół pw. Świętych Piotra i Pawła                                                                   | zentriert | II/P    | 21   |      | |
| 106 | 1892           | Karłowice                           | Kościół poewangelicki                                                                                 |           | II/P    | 15   |      | |
| 107 | 1906           | Katowice                            | Akademia Muzyczna im. Karola Szymanowskiego                                                           |           |         |      |      | |
| 108 | 1890           | Kłodzko                             | Kościół pw. Matki Bożej Różańcowej                                                                    |           | II/P    | 26   |      | |
| 109 | 1891           | Kujakowice Dolne                    | Kościół pw. św. Stanisława Biskupa                                                                    |           | II/P    | 15   |      | |
| 110 |                | Kębłowo                             | Kościół pw. św. Bartłomieja                                                                           |           | II/P    | 16   | 651  | Na kontuarze wyryta data 1928, być może przeniesienia organów. |
| 111 | ?              | Łabędy (Gliwice)                    | Kościół Wniebowzięcia Najświętszej Maryi Panny                                                        |           | II/P    | 11   |      | Instrument sprawny, używany regularnie podczas nabożeństw. |
| 112 | ?              | Pławniowice                         | Kaplica zamkowa                                                                                       |           |         |      |      | |
| 113 |                | Przeworno                           | Kościół pw. NMP Królowej Polski                                                                       |           | ll/P    | 16   | 201  | Instrument sprawny, używany regularnie |
| 114 |                | Przeworno                           | Kościół pw. Trójcy Świętej                                                                            |           | ll/P    |      | 305  | Instrument wymaga remontu / niesprawny |
| 115 | 1904           | Prudnik                             | Kościół ewangelicki                                                                                   |           |         |      |      | [ 28 ] |

## Inne prace
Przebudowa:
- Kościół ewangelicki, Berlin-Mitte, 1892/1893
- Kościół ewangelicki, Pokój, woj. opolskie, 1904